# Uehrde

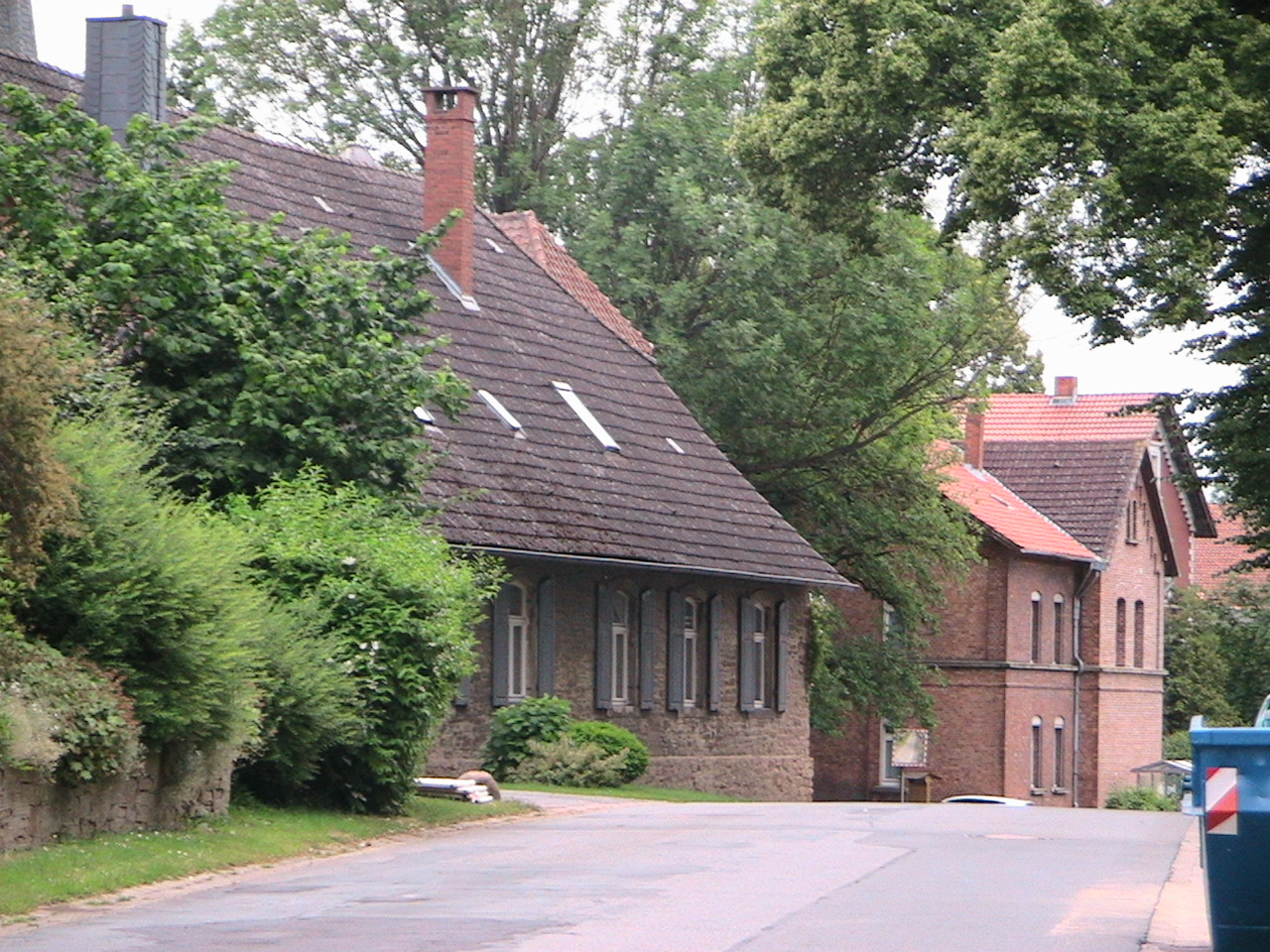
Ehemalige Domäne und früheres Schulgebäude in Barnstorf

Uehrde [øʁdə] ist eine Gemeinde im Landkreis Wolfenbüttel (Niedersachsen). Uehrde ist Mitgliedsgemeinde der  Samtgemeinde Elm-Asse.

## Gemeindegliederung
Die Gemeinde Uehrde besteht aus dem Kernort Uehrde und den weiteren Ortsteilen Barnstorf, Warle und Watzum.
Die vier Ortsteile und ihre Einwohnerzahl:
| Ortsteil        | Einwohner |
| --------------- | --------- |
| Barnstorf       | 218       |
| Kernort Uehrde  | 284       |
| Warle           | 152       |
| Watzum          | 213       |
| Gemeinde Uehrde | 867       |

(Stand: 30. September 2024)

## Geschichte
Uehrde wird als Urithi erstmals 888 in einer Urkunde erwähnt, in der die Region vom Kloster Corvey eingetauscht und an Herzog Otto übertragen wurde. Das herzogliche Lehen ging zwischen 1255 und 1600 an die von Bortfeld und die von Cramm. Viele hatten hier Besitzungen, so die von Amplebem, Hondelage, Strombeck, Weferlingen und Vordorf. Der Braunschweiger Cyriaksstift, das Hospital Beatae Virginis und das Aegidienkloster hatten Anteile. Ein ritterliches Geschlecht von Uehrde ist seit 1204 bekannt. Noch 1782 gab es Reste eines Bergfriedes, eine von Herzog Julius von Braunschweig erbaute Windmühle ist 1584 nachweisbar und war noch um 1950 vorhanden.
Ein Hausspruch an einer Hausfassade lautet: wer als echter deutscher Mann nicht tüchtig einen nehmen kann, nach des Tages Last und Bürde, der ist sicher nicht aus Uehrde! Verfasser dieses Spruches war der Gastwirt, Kolonialwarenhändler und Posthalter Carl Wesemann, Inhaber der Gaststätte Zur guten Quelle. Er ist auch Texter des bekannten Liedes Das ist die Uehrder Feuerwehr, die hat ja nun kein Wasser mehr ….

### Eingemeindungen
Am 1. März 1974 wurden Barnstorf, Warle und Watzum eingemeindet.

### Kultur und Sehenswürdigkeiten
- siehe Liste der Baudenkmale in Uehrde

## Politik

### Rat
Der Rat der Gemeinde Uehrde setzt sich aus neun Mitgliedern zusammen. Die Ratsmitglieder werden durch eine Kommunalwahl für jeweils fünf Jahre gewählt.
Bei der Kommunalwahl 2021 ergab sich folgende Sitzverteilung:
| Gemeinderat 2021Insgesamt 9 Sitze - SPD: 4 - CDU: 4 - AfD: 1 | Gemeindewahl 2021Wahlbeteiligung: 79,23 % 50403020100 45,86 %43,03 %7,71 %3,40 % SPDCDUAfDUnabh.dAnmerkungen:d Einzelbewerber Jens Kellermann |

### Bürgermeister
bis 2024: Rudolf Wollrab (SPD)
seit Mitte 2024: Michael Klopp (CDU)

## Verkehr
Das Ultraleichtfluggelände Uehrde liegt etwa 1,5 km westlich der Ortsmitte.

## Persönlichkeiten
- Rudolf Schrader (1908–1991), Politiker der CDU
- Michael Hübner (* 1953), Autor diverser Sachbücher